# Петрів Микола Дмитрович
Петрів Микола Дмитрович («Сірко»; 1924, с. Середпільці Радехівського р-ну Львівської обл. — 5 липня 1948, в лісі біля с. Щуровичі Радехівського р-ну Львівської обл.) — лицар Бронзового хреста бойової заслуги УПА.

## Життєпис
Освіта — неповна середня: закінчив 7 класів народної школи та навчався у Торговельній школі (до 1943). Член ОУН. Учасник збройного підпілля ОУН із весни 1944 р.: звеневий місцевого СКВ (1944 — весна 1948), зв'язковий Лопатинського районного проводу ОУН (весна 1948 — 07.1948). Загинув у зустрічному бою з облавниками. Стрілець УПА (?); відзначений Бронзовим хрестом бойової заслуги (30.11.1949).